# Іво Янакієв
Іво Дімітров Янакієв (болг. Иво Димитров Янакиев; нар. 12 жовтня 1975, Бургас) — болгарський спортсмен, академічний веслувальник, призер Олімпійських ігор.
Іво — старший брат Мартина Янакієва, академічного веслувальника.
Батько — Дімітар Янакієв, академічний веслувальник, учасник трьох Олімпійських ігор.
Мати — Наташа Петрова, байдарочниця, чемпіонка і призерка чемпіонатів світу.

## Спортивна кар'єра
Іво Янакієв розпочинав свої виступи в одиночках. На молодіжному чемпіонаті світу 1992 року він був п'ятим. 1993 року на молодіжному чемпіонаті світу він став шостим.
1995 року Мартин Янакієв дебютував в змаганнях одиночок на дорослому чемпіонаті світу, де зайняв дев'ятнадцяте місце. Наступного року на чемпіонаті світу в одиночках знов став дев'ятнадцятим. 1997 року був чотирнадцятим, 1998 року — п'ятнадцятим. 1999 року на чемпіонаті світу Іво вперше ввійшов до головного фіналу змагань в одиночках, де зайняв п'яте місце.
На Олімпійських іграх 2000 в Сіднеї Іво Янакієв знов зайняв п'яте місце в одиночках.
На чемпіонаті світу 2001 року Янакієв був шостим.
2002 року на Кубку світу з веслування спробував сили в парі з братом Мартином Янакієвим в двійках парних. На чемпіонаті світу 2002 року в одиночках Іво Янакієв був десятим, а 2003 року — дванадцятим.
На Олімпійських іграх 2004 в Афінах Іво Янакієв, зайнявши третє місце, став бронзовим призером в одиночках.
Після Олімпіади 2004 Іво Янакієв продовжував змагатися в одиночках, але крім того 2005 року брати Янакієви поновили виступи в двійках парних. На чемпіонаті світу 2005 року Янакієви були четвертими. На чемпіонаті світу 2006 року Янакієви були п'ятими.
На Олімпійських іграх 2008 в Пекіні Іво Янакієв з Мартином Янакієвим стали десятими в змаганнях двійок парних.